# Pedro Balaguer
Pere Balaguer (spanisch Pedro Balaguer) (fl. 1392–1424) war ein valencianischer Baumeister. Er schuf verschiedene Bauwerke der valencianischen Gotik in der Stadt Valencia.

## Biografie
Seine genauen Lebensdaten sind unbekannt. Man geht davon aus, dass er zwischen 1336 und 1338 geboren wurde. Er erscheint in Dokumenten meist als Meister, Obermeister oder Steinmetzmeister. Er war stets mit der Gesamtleitung der Bauarbeiten betraut, von den allgemeinsten Aspekten bis hin zu den Details der Konstruktion.
Zwischen 1392 und 1398 leitete er den Bau der bekannten  Torres de Serranos, seines bekanntesten Werkes. Trotz des geringen sozialen Ansehens der Architekten jener Zeit wurde Balaguer von den Stadträten wohlwollend behandelt, die die Türme sogar de Balaguer nennen wollten. Für die Vorbereitung der Bauplanung reiste er im Auftrag des Bürgermeisters von Valencia nach Katalonien, um mehrere Tore und Türme zu studieren, kennenzulernen und das Projekt vorzubereiten. Das Serranos-Tor wurde vom Königlichen Tor des Klosters von Poblet inspiriert. Doch es ist schlanker und verfügt über mehr Verzierungen und eine bessere Verteidigungsfähigkeit.
Im Jahr 1398 arbeitete er an der Ausschmückung des Turms von Santa Bárbara oder El Águila, der in der Nähe des Serranos-Tors stand und auch als Gefängnis genutzt wurde, bevor er im 19. Jahrhundert abgerissen wurde.
Javier Martínez de Aguirre behauptet, dass auch die Puente de la Trinidad von 1403 eines seiner Werke sei.
Von 1406 bis 1422 nahm er am Bau der Santa Catalina Martír (Valencia) teil.
Im Jahr 1410 widmete er sich an der Kathedrale von Valencia dem Bau des Schlafsaals der Sakristane und der Installation einiger steinerner Stützen der Kuppel, um Vorrichtungen anzubringen, die zur Beleuchtung an Feiertagen verwendet wurden.
Im Jahr 1414 arbeitete er am Bau des achteckigen Glockenturms (El Miguelete, El Micalet) der Kathedrale mit. Für den Ritter und Dichter Pere March, den Vater von Ausiàs March, baute er in Gandía ein Grabmal in der Kapelle von San Marco.
Bis 1424 übernahm er kleinere Aufträge an der Kathedrale, danach verschwindet sein Name aus den Quellen.

## Galerie

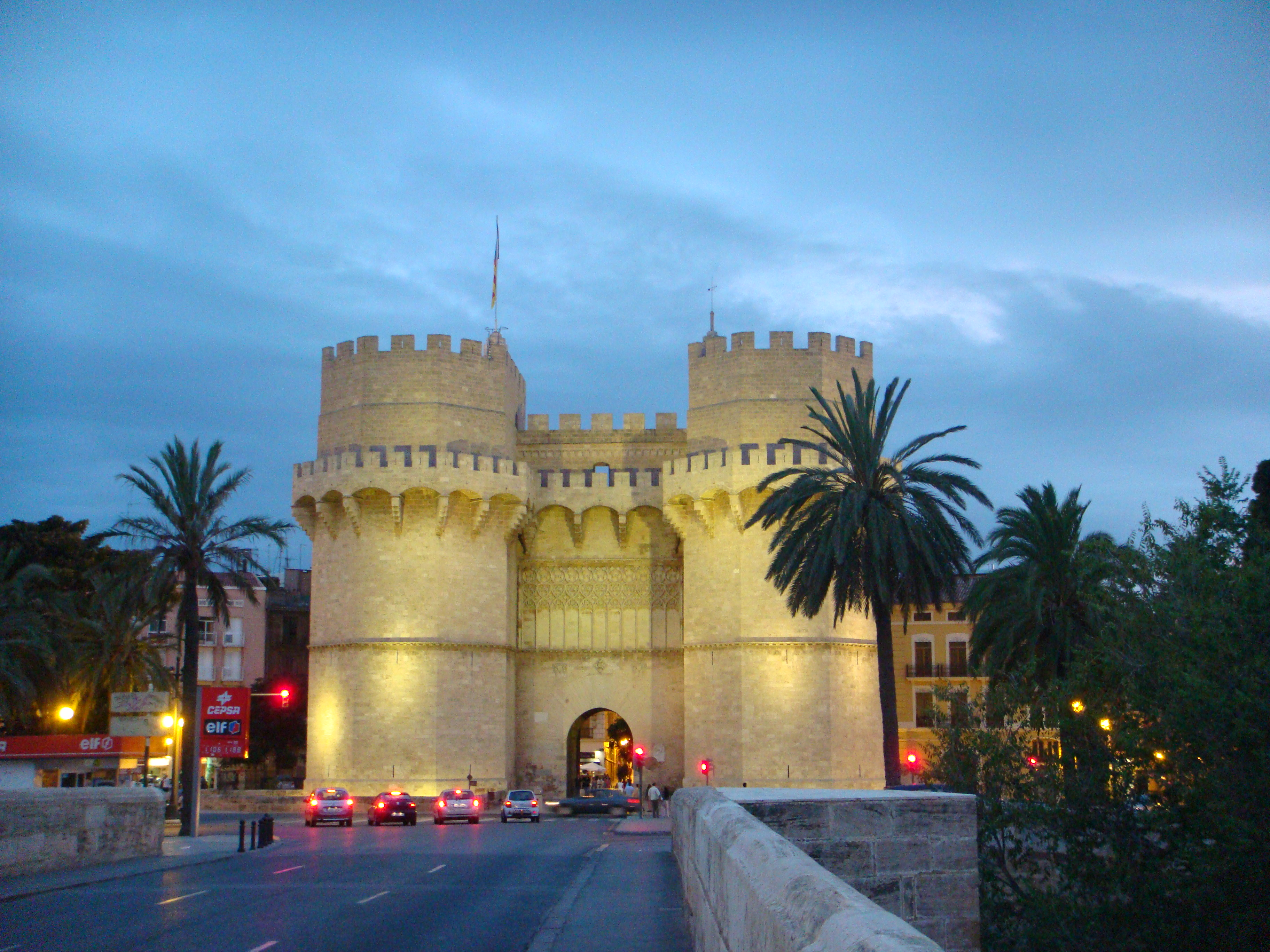
Torres de Serranos
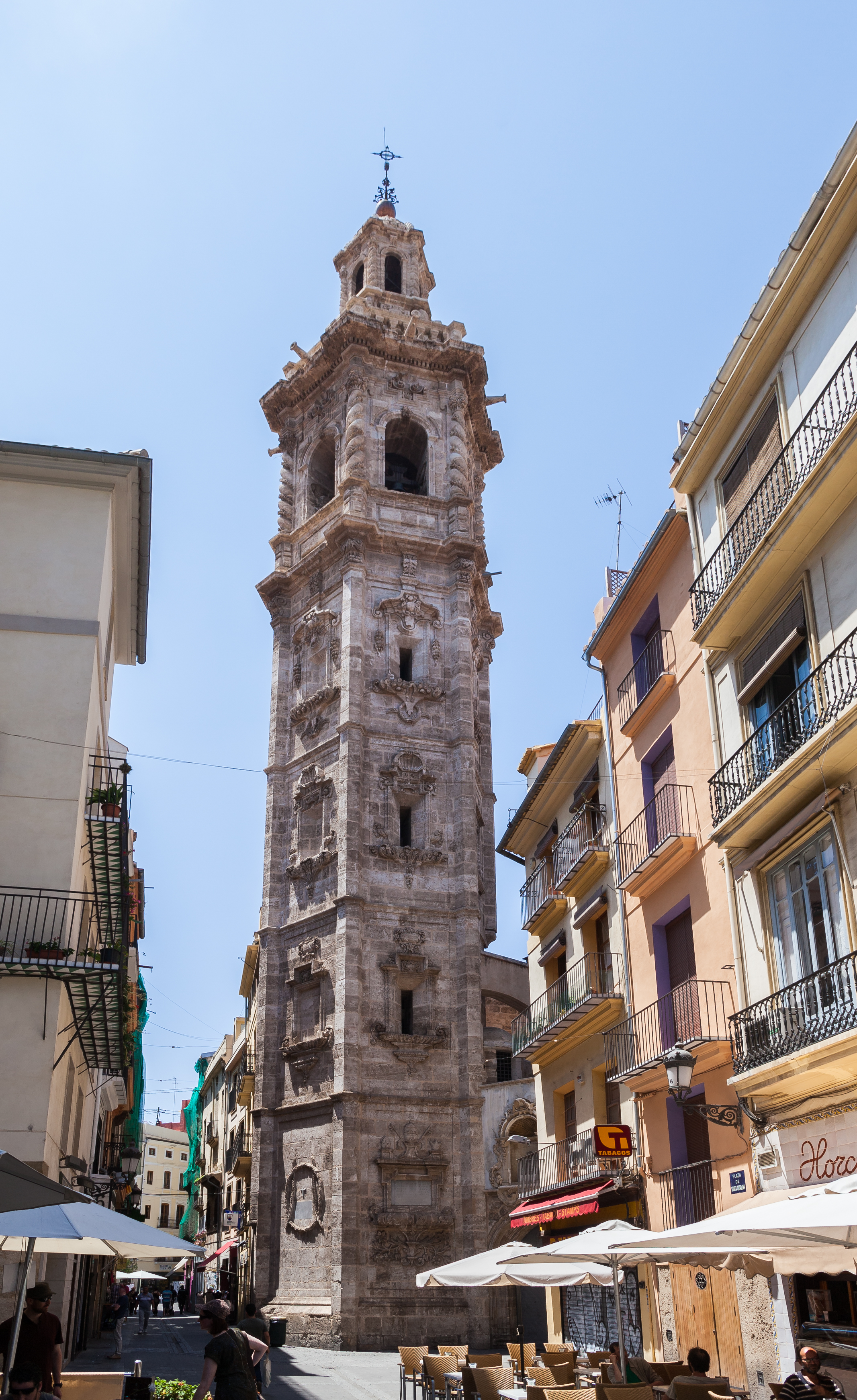
Santa Catalina
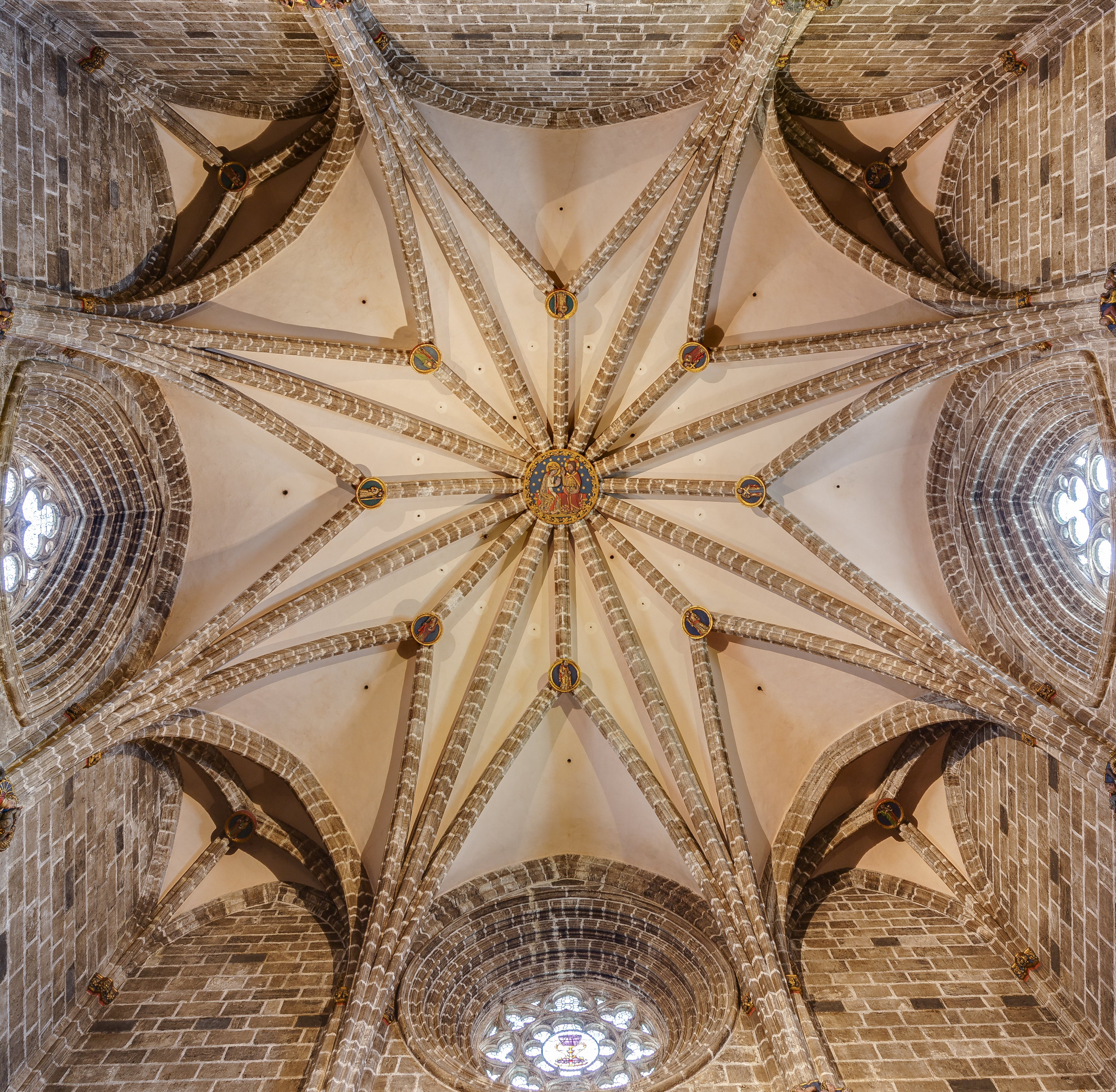
Kathedrale von Valencia
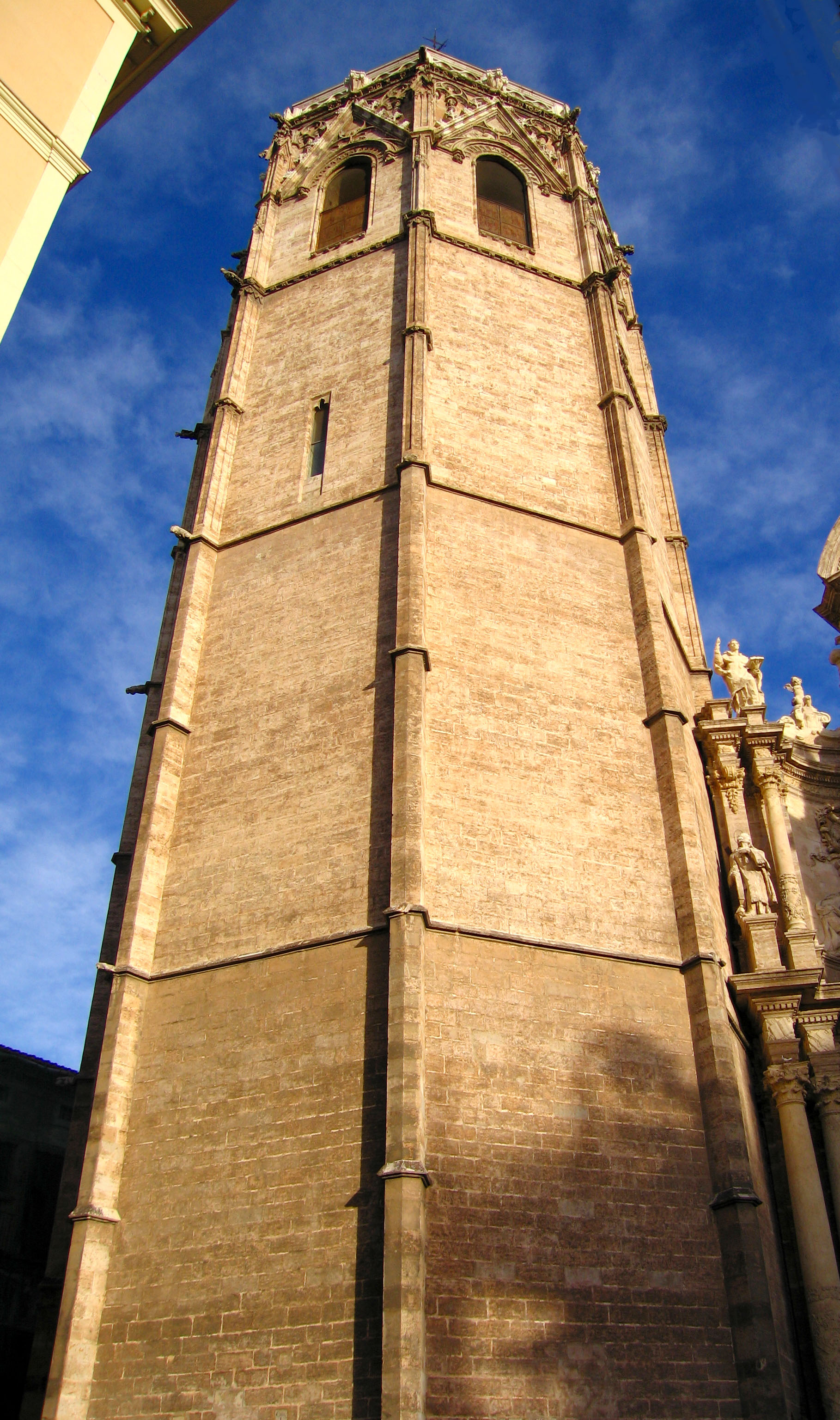
El Micalet/El Miguelete